# アーランシャフト
株式会社アーランシャフトは、東京都渋谷区にある会社である。

## 概要
VTuberの企画・プロデュース。各種映像、アニメーションの企画、制作、プロデュース。キャラクター商品の企画、販売などを行う。
尚、サウンドハウス公認として活動するVTuber「天ノ譜ステラ」の運営会社である。

## 歴史
2022年1月、株式会社アーランシャフト設立

2023年4月、サウンドハウス公認VTuber天ノ譜ステラが、アーランシャフト所属VTuberとしてデビューする事をプレスリリースにて公表した。